# Amira Osman Hamed
Amira Osman Hamed, née en 1976, est une ingénieure civile, connue comme militante des droits des femmes soudanaise.

## Biographie
Née en 1976, Amira Osman Hamed indique avoir effectué des études en ingénierie informatique. Sous le régime du président Omar el-Béchir, elle est arrêtée à deux reprises en 2013 pour avoir refusé de porter un foulard qui couvre ses cheveux, et en 2002 pour avoir porté un pantalon. Ces affaires rappellent le cas de la journaliste Loubna al-Hussein en 2009,. Amira Osman bénéficie de la mobilisation d’organisations soudanaises et internationales pour la soutenir et la faire libérer,.
En avril 2019, Omar el-Bechir est renversé. Une transition s’amorce vers un régime démocratique. Mais elle est interrompue par un nouveau coup d'État militaire en octobre 2021, portant au pouvoir Abdel Fattah al-Burhan. De nouveau, celui-ci fait emprisonner à nouveau les opposants. Amira Osman est arrêtée par une descente de police à son domicile en janvier 2022. Elle est détenue à Omdourman. Une nouvelle mobilisation d’organisations soudanaises et internationales s’organise pour obtenir sa libération, ce qu’elles obtiennent début février 2022, après plus de deux semaines de détention au secret. Mais elle reste sujette à des poursuites. Elle tente dès lors d’animer la mobilisation contre le pouvoir militaire, manifestant notamment devant la prison pour femmes d’Omdourman.
Le 27 mai 2022, Amira Osmane Hamed reçoit le Prix pour les défenseurs des droits humains en danger décerné par l'ONG internationale Front Line Defenders.